# 735년

## 연호
- 당(唐) 개원(開元) 23년
- 발해(渤海) 인안(仁安) 17년
- 일본(日本) 덴표(天平) 7년

## 기년
- 당(唐) 현종(玄宗) 24년
- 신라(新羅) 성덕왕(聖德王) 34년
- 발해(渤海) 무왕(武王) 17년